# Amphipoea rufibrunnea
Amphipoea rufibrunnea là một loài bướm đêm trong họ Noctuidae.